# Dodgy Holiday EP
《Dodgy Holiday EP》는 2006년에 나온 미카의 EP이다. 4개의 곡이 수록되어 있다.

## 곡 목록
1. "Billy Brown" - 3.15
2. "Love Today" (Acoustic) - 2:56
3. "Relax, Take It Easy" (BBC Blue Room Session) - 3:45
4. "My Interpretation" (Acoustic) - 2:50